# 크리드 (영화)
《크리드》(Creed)는 2015년에 공개된 미국의 권투 드라마 영화이다. 라이언 쿠글러가 감독을 맡았으며, 쿠글러와 애런 코빙턴이 각본을 맡았다. 《록키 시리즈》의 일곱번째 작품에 해당하는 영화로, 아폴로 크리드의 아들 아도니스 존슨 크리드는 마이클 B. 조던이 연기하며, 록키 발보아는 실베스터 스탤론이 연기한다. 이 외에도 테사 톰프슨, 필리시아 라샤드, 토니 벨루, 그레이엄 맥타비시가 출연한다.

## 배역
- 마이클 B. 조던 - 아도니스 존슨 크리드 역
- 실베스터 스탤론 - 록키 발보아 역
- 테사 톰프슨 - 비앙카 역
- 필리시아 라샤드 - 메리 앤 크리드 역
- 우드 해리스 - 토니 에버스 역
- 토니 벨루 - 리키 콘런 역
- 그레이엄 맥타비시 - 토미 홀리데이 역
- 앤드레 워드 - 대니 휠러 역
- 게이브리얼 로사도 - 리오 스포리노 역